# 廃帝社
廃帝社（はいていのやしろ）は、京都府京都市下京区の円丘の上にあった社である。

## 概要
同地は稲荷に通じる伏見街道の東側に当たり、小さい祠が2つ南面し、1つは淳仁天皇、舎人親王、早良親王を、1つは神功皇后、井上皇后、他戸親王を祀ったという。一説に、仲恭天皇（九条廃帝）の陵で、神社は神霊を奉斎したものであるとも、あるいは舎人親王の墓であるとも、藤原実頼の墓であるともいう。円墳について祀るから塚本社ともいった。明治10年1月京都市五条坂の若宮八幡神社に合祀された。